# Route nationale 8 (Inde)
Pour les articles homonymes, voir Route nationale 8.
La  route nationale 8, (National Highway 8)  relie New Delhi  à Bombay en Inde. Elle est la première partie du Quadrilatère d'or à être construite et est longue de 1 428 km.
La route, de trajet nord/sud relie le centre de l'Inde à la côte de l'Océan Indien mais aussi la capitale économique à la capitale administrative de l'Inde.